# Universidad Régis
La Universidad Régis, en idioma inglés Regis University, es una universidad católica con sede en Denver en el estado de Colorado (Estados Unidos). Se fundó en 1877 por los Jesuitas. En la universidad hay aproximadamente 16.000 estudiantes. Forma parte de la Asociación de Universidades Jesuitas. Su nombre rinde homenaje a San Juan Francisco Régis.

## Campus
La universidad cuenta con varios campus en Colorado:
- Lowell noroeste de Denver (campus principal)
- Aurora
- Boulder
- Colorado Springs
- Denver Tech Center
- Fort Collins
- Broomfield (Colorado).

Además de otro en Las Vegas (Nevada).

## Deporte
Los equipos deportivos de la universidad, los Regis Rangers, compiten en la conferencia Rocky Mountain Athletic Conference de la División II de la NCAA.